# Podlopatična mišica
Podlopatična mišica (latinsko musculus subscapularis) je mišica rotatorne manšete. Izvira iz fosse subscapularis na lopatici ter se narašča na malo grčo nadlahtnice.
Podlopatična mišica sodeluje pri notranji rotaciji in primikanju v ramenskem sklepu.
Oživčuje jo živec suprascapularis (C5 do C7).